# Lee Geum-min
Dans ce nom coréen, le nom de famille, Lee, précède le nom personnel.
Pour les articles homonymes, voir Lee.
Lee Geum-min (이금민, prononcé en coréen : [i.ɡɯm.min] ou [i] [kɯm.min]), née le 7 avril 1994, est une footballeuse internationale sud-coréenne qui joue au poste d'attaquante pour Brighton & Hove Albion et avec l'équipe nationale sud-coréenne.

## Biographie

### En club
Le 4 novembre 2014, Lee a été sélectionnée pour la première fois, par le Séoul WFC. Elle  termine la saison 2015 avec six buts et deux passes décisives, en 18 apparitions. La saison suivante, elle a marqué neuf buts et effectué deux passes décisives, là encore en 18 apparitions. Lors de sa dernière saison à Séoul, Lee termine avec onze buts et six passes décisives, en 21 matchs joués. 
En 2018, Lee rejoint le Gyeongju KHNP. Le 23 avril 2018, elle fait ses débuts dans un match nul 0-0 contre l'Incheon Hyundai Steel Red Angels. Le 14 mai 2018, elle a marqué deux fois dans une victoire (3–0) à l'extérieur contre Changnyeong. 
Le 7 août 2019, elle rejoint Manchester City.
Le 13 août 2021, elle rejoint Brighton.

### En équipe nationale
Lee est membre de l'équipe des moins de 16 ans qui a remporté le Championnat féminin UC-16 2009 de l'AFC et faisait partie de l'équipe qui a remporté la Coupe du monde féminine de football des moins de 17 ans l'année suivante. Elle a fait deux apparitions au Championnat féminin UC-19 2011 de l'AFC, marquant deux buts contre l'Australie dans une victoire (4–2). En 2013, elle participe à la victoire de la Corée du Sud au Championnat féminin AFC U-19, qui se qualifie pour la Coupe du monde féminine de football des moins de 20 ans 2014. 

## Palmarès

### International
- Championnat d'Asie féminin de football des moins de 16 ans : 2009
- Coupe du monde féminine de football des moins de 17 ans : 2010
- Championnat d'Asie féminin de football des moins de 19 ans : 2013